# Nicolas Lopez
Nicolas Pierre Lopez (ur. 14 listopada 1980 w Tarbes) – francuski szermierz, szablista, dwukrotny medalista olimpijski i trzykrotny medalista mistrzostw świata.
Na igrzyskach olimpijskich w Pekinie w 2008 roku reprezentacja Francji w składzie: Nicolas Lopez, Julien Pillet i Boris Sanson zdobyła złoty medal w rywalizacji drużynowej. W zawodach indywidualnych zdobył srebrny medal, przegrywając w finale z Chińczykiem Zhong Manem 9:15. Były to jego jedyne starty olimpijskie. 
Podczas mistrzostw świata w Lipsku w 2005 roku razem z kolegami z reprezentacji zdobył brązowy medal drużynowo. Następnie razem z Vincentem Anstettem, Julienem Pilletem i Borisem Sansonem zwyciężył w tej konkurencji na mistrzostwach świata w Turynie w 2006 roku. Zdobył również srebrny medal w drużynie na rozgrywanych rok później mistrzostwach świata w Petersburgu.
Wywalczył srebro drużynowo na mistrzostwach Europy w Koblencji w 2001 roku oraz brązowe medale podczas mistrzostw Europy w Gandawie w 2007 roku i mistrzostw Europy w Płowdiwie w 2009 roku. Ponadto był trzeci indywidualnie na mistrzostwach Europy w Zalaegerszeg w 2005 roku.
Był też mistrzem Francji.